# باشگاه فوتبال پتروکوب هینچشتی
باشگاه فوتبال پتروکوب هینچشتی (انگلیسی: FC Petrocub Hîncești) یک باشگاه فوتبال در شهر هینچشتی، مولداوی است.
این باشگاه که در سال ۱۹۹۹ تاسیس شده سابقه یک قهرمانی در لیگ ملی فوتبال مولداوی و دو قهرمانی در جام حذفی فوتبال مولداوی را در کارنامه دارد.